# Fibblesnyltrot
Fibblesnyltrot (Orobanche picridis) är en snyltrotsväxtart som beskrevs av Friedrich Wilhelm Schultz. Enligt Catalogue of Life ingår Fibblesnyltrot i släktet snyltrötter och familjen snyltrotsväxter, men enligt Dyntaxa är tillhörigheten istället släktet snyltrötter och familjen snyltrotsväxter. Enligt den svenska rödlistan är arten nationellt utdöd i Sverige. . Arten har tidigare förekommit i Götaland men är numera lokalt utdöd. Artens livsmiljö är jordbrukslandskap. Inga underarter finns listade i Catalogue of Life.

## Bildgalleri

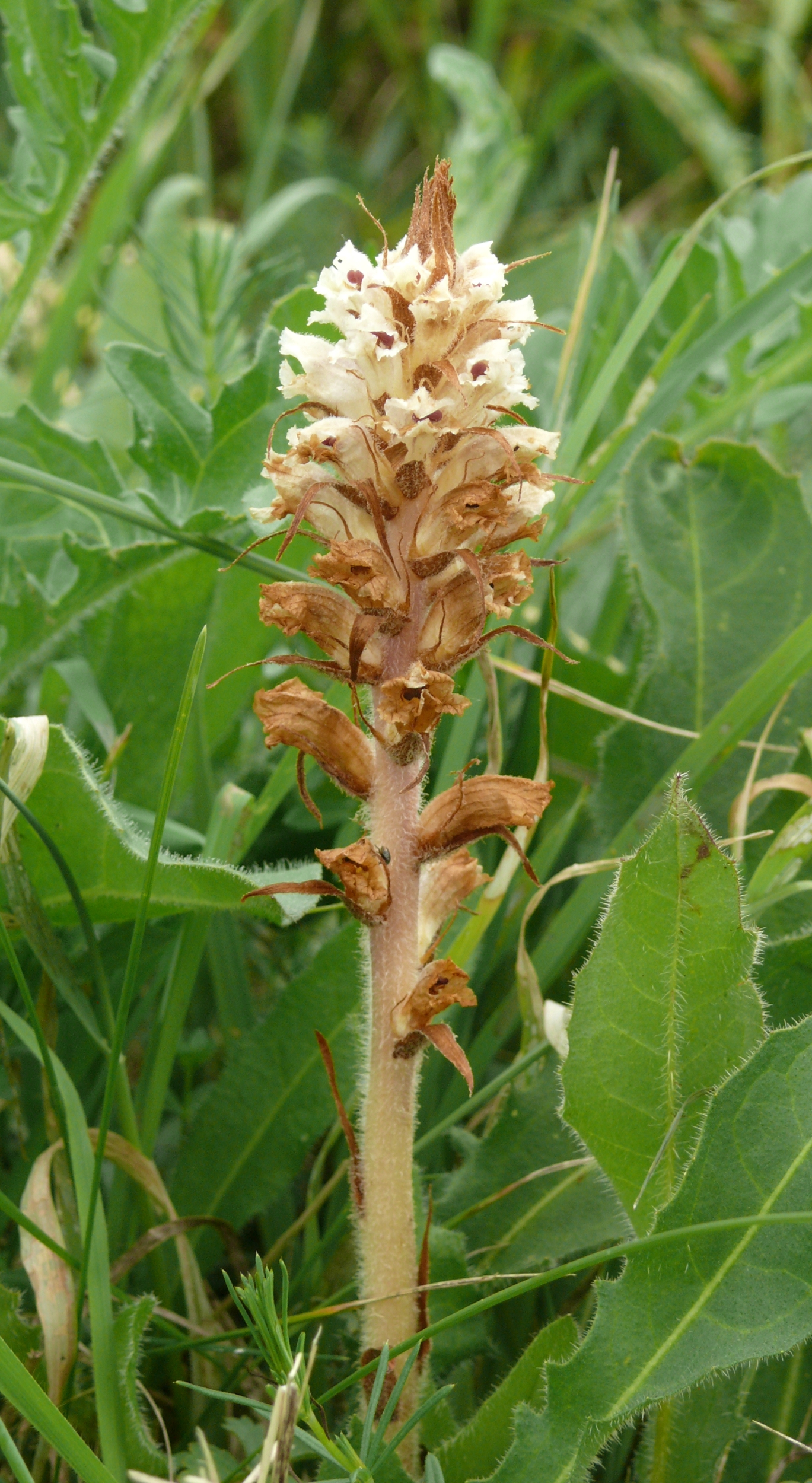
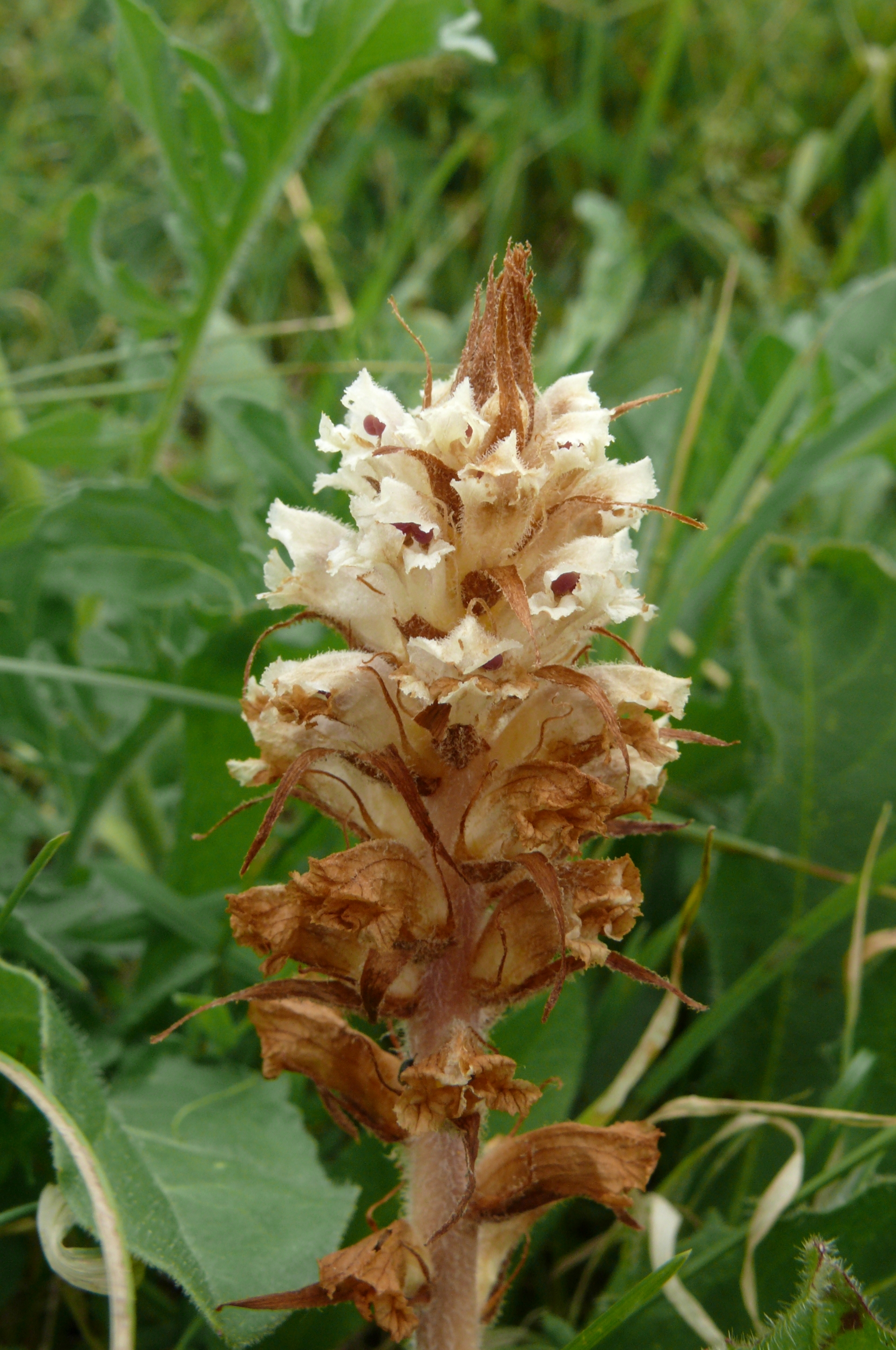